# Вернандер Наталія Борисівна
Вернандер Наталія Борисівна (*5 жовтня 1901 — †25 січня 1986) — доктор сільськогосподарських наук, професор, ґрунтознавець і фізикогеограф

## Життєпис
Народилася Наталія Борисівна 5 жовтня 1901 року в місті Щецін, Пруссія.
У 1918 році закінчила гімназію в Москві, пізніше Тімірязєвську сільськогосподарську академію.
У 1924 р. закінчила Московську сільсько-господарську академію ім. К.А.Тімірязєва.Отримала направлення 1924 року до Всесоюзного науково-дослідного інституту гідротехніки і меліорації в Харкові.
У 1926 році вступила до аспірантури на кафедру ґрунтознавства Харківського сільськогосподарського інституту, працювала асистентом, викладачем кафедри ґрунтознавства і водночас старшим науковим співробітником Українського науково-дослідного інституту агроґрунтознавства (у 1932 році інститут переведено до Києва і об'єднано з Центральною агрохімічною лабораторією в УкрНДІ соцземлеробства).
У 1933–1940 роках очолювала експедиційні роботи з обстеження ґрунтів Чернігівської, Вінницької, Житомирської та Одеської областей. Займалася дослідженнями процесів реградації опідзолених ґрунтів Полісся і Лісостепу. У 1937 році на матеріалах досліджень була захищена кандидатська дисертація.
Під час війни в евакуації в 1941–1944 роках працювала завідувачем Державної ділянки сортівництва у Башкирії.
У 1944 році продовжила роботу в Інституті землеробства: спочатку старшим науковим співробітником, пізніше — завідувачем сектором територіальних досліджень.
З 1944 по 1949 роки доцент кафедри ґрунтознавства Київського сільськогосподарського інституту.
У 1946–1948 роках вивчала ґрунти Закарпатської і колишньої Ізмаїльської областей. Матеріали досліджень ґрунтів, зібрані в 1932–1948 роках і узагальнені, покладені в основу першої ґрунтової карти України (масштаб 1:750 000).
З 1950 року працювала в Київському державному університеті доцентом кафедри ґрунтознавства біолого-ґрунтознавчого факультету.
З 1958 року доцент, з 1961 професор кафедри фізичної географії географічного факультету.
У 1956 році захистила докторську дисертацію «Ґрунти Правобережної України». 1962 року присуджено вчене звання професор.
Брала участь в експедиціях по дослідженню та картографуванню грунтового покриву Закарпатської, Одеської, Кіровоградської, Вінницької, Житомирської, Київської областей, а також Пн. Казахстану, Новосибірської. обл., Забайкалля та Центральної Якутії.
Викладала курс «Географія ґрунтів». Виконані фундаментальні дослідження генезису сірих лісових ґрунтів західної частини України, що зберігають свою актуальність і донині. Розробляла інструкції та методичні вказівки для здійснення великомасштабного ґрунтового обстеження колгоспів і радгоспів, здійснювала керівництво дослідженнями ґрунтів. Крім щорічних літніх виїздів в експедиції, здійснила багато подорожей по різних регіонах СРСР, побувала в багатьох країнах Європи і Азії. Учасник Першого Географічного товариства УРСР (1964), VIII Міжнародного з'їзду ґрунтознавців у Румунії в 1964 році.

## Нагороди
Удостоєна Премії імені В. В. Докучаєва І-го ступеня за колективну монографію «Ґрунти УРСР» (рос. Почвы УССР).

## Науковий доробок
Автор понад 100 наукових праць. Основні праці:
1. (рос.) Почвы УССР. — К., 1951 (в співавторстві).
2. Географія ґрунтів з основами ґрунтознавства. — К., 1964.
3. (рос.) Природа Украинской ССР. Почвы. — К., 1986 (в співавторстві).